# Colin Fraser Barron
Pour les articles homonymes, voir Barron.
Colin Fraser Barron VC, né le 20 septembre 1893 et mort le 15 août 1958, est un récipiendaire canadien de la Croix de Victoria, la plus haute et la plus prestigieuse distinction décernée aux forces britanniques et du Commonwealth.

## Biographie
Il est né à Boyndie au Banffshire en Écosse, fils de Margaret Walker Barron, employée de maison. Il a été élevé dans une grande famille par ses grands-parents Joseph Barron & Mary (née Reid) Barron avec son frère Alexandre Barron et de nombreux autres demi-frères et demi-sœurs, tantes et oncles. Il a immigré au Canada en 1910 et s'est enrôlé dans le corps Expéditionnaire Canadien en 1914.
Barron avait 24 ans était caporal du 3e Bataillon (Toronto) de la FEC pendant la Première Guerre mondiale lorsqu'il a reçu la Croix de Victoria. Le 6 novembre 1917 lors de la bataille de Passchendaele, en Belgique, lorsque son unité fut retenue par trois mitrailleuses, le caporal Barron ouvrit le feu sur elles à bout portant, se précipita sur les canons, tua quatre des membres de l'équipe et captura le reste. Il a ensuite braqué un des canons capturés sur l'ennemi sortant, causant de lourdes pertes. Cette action a produit des résultats d'une grande portée et a permis de poursuivre l'avancée.
Plus tard, il a obtenu le grade de sergent-major, et au cours de la Seconde Guerre mondiale, il a servi dans le Régiment Royal du Canada. Il est inhumé au Prospect Cemetery à Toronto, Ontario, Canada.